# انگیر (کارولینای شمالی)
انگیر (به انگلیسی: Angier) شهری در ایالت کارولینای شمالی کشور ایالات متحده آمریکا است که جمعیت آن در سرشماری سال ۲۰۱۰ میلادی، ۴٬۳۵۰ نفر بوده‌است.